# Lenguas no pama-ñunganas

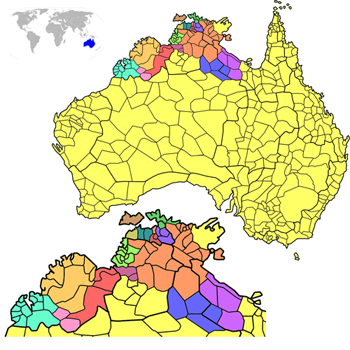
Familias lingüísticas australianas no pama-ñunganas.

El grupo de las lenguas no pama-ñunganas se forma por exclusión del grupo de las lenguas pama-ñunganas. Todas ellas se encuentran en el norte de Australia. Forma un grupo heterogéneo de lenguas aisladas y pequeñas familias lingüísticas. Existe consenso en torno a:
- Lenguas nyulnyulanas
- Lenguas bunubanas
- Lenguas worrorranas
- Lenguas jarrakanas
- Lenguas mindi
- Lenguas Daly
- Idioma wagiman
- Lenguas yangmánicas
- Idioma tiví
- Lenguas de la región de Darwin
- Lenguas iwaidjanas
- Idioma giimbiyu
- Lenguas de Arnhem, incl. lenguas gunwinyguanas
- Idioma garawa y lenguas tángkicas

- Datos: Q5972918
- Multimedia: Non-Pama-Nyungan languages / Q5972918